# Astiphromma eximium
Astiphromma eximium är en stekelart som beskrevs av Dasch 1971. Astiphromma eximium ingår i släktet Astiphromma och familjen brokparasitsteklar. Inga underarter finns listade.